# Georg Alexander
Werner Louis Georg Lüddekens, connu sous le nom de scène Georg Alexander (né  le 3 avril 1888 à Hanovre et mort le 30 octobre 1945 à Berlin) est un acteur, réalisateur et producteur de cinéma allemand.

## Biographie
Après des études de théâtre, Georg Alexander a ses premiers engagements au théâtre à Halberstadt, Hambourg, Hanovre et Berlin à partir de 1914. Il travaille sur son premier film en 1915 et, en 1917, avec son épouse (l'actrice norvégienne Aud Egede-Nissen), il fonde la société de production Egede-Nissen-Film Comp. mbH où il œuvre généralement comme réalisateur. Leur fils Georg Richter (de) devient un acteur connu en Norvège.
Georg Alexander joue dans plus de 160 films et connait un succès commercial au cours de sa carrière.
En 1928, il épouse Ilse Brach.

## Filmographie partielle

### Comme acteur
- 1915 : Die Wellen schweigen (de) de Rudolf Biebrach
- 1916 : Das Wiegenlied (de) de Max Mack
- 1919 : Die Fahrt ins Blaue (de) de Rudolf Biebrach
- 1919 : Die platonische Ehe (de) de Paul Leni
- 1920 : Indische Rache (de) de Leo Lasko (de) et Georg Jacoby
- 1921 : Lady Hamilton de Richard Oswald
- 1921 : L'Homme sans nom (de) de Georg Jacoby
- 1922 : Das Wiegenlied (de) de Max Mack
- 1928 : Princesse Olala (Prinzessin Olala) de Robert Land
- 1928 : Leontines Ehemänner de Robert Wiene
- 1928 : La Grande Aventurière (Die große Abenteuerin) de Robert Wiene
- 1929 : L'Amour aveugle (Liebe macht blind) de Lothar Mendes
- 1931 : Der Liebesexpreß de Robert Wiene
- 1933 : ...und wer küßt mich? de E. W. Emo
- 1935 : Les Deux Rois de Hans Steinhoff
- 1936 : Das Schloß in Flandern de Géza von Bolváry
- 1938 : Magda de Carl Froelich
- 1941 : La Belle Diplomate (Frauen sind doch bessere Diplomaten) de Georg Jacoby
- 1944 : La Femme de mes rêves de Georg Jacoby

### Comme réalisateur
- 1916 : Und die Liebe siegt
- 1917 : Ich heirate meine Puppe
- 1917 : Erblich belastet
- 1917 : Ein Detektiv-Duell
- 1917 : Drei auf der Platte
- 1917 : Die Liebe, sie war nur ein Traum
- 1917 : Die Geburt der Venus
- 1917 : Der weinende Dieb
- 1917 : Der Kampf um den Sturmvogel
- 1917 : Der geigende Tod
- 1917 : Das Verhängnis der schönen Susi
- 1917 : Das Geheimnis der Briefmarke
- 1917 : Der Verräter
- 1918 : Leuchtende Punkte
- 1918 : Die Rachegöttin
- 1919 : Der Rosenkranz
- 1919 : Luxuspflänzchen
- 1919 : Falscher Start
- 1919 : Die lachende Seele
- 1919 : Die Jugendsünde
- 1934 : Lottchens Geburtstag (court métrage)
- 1935 : Die Nachtwache (court métrage)